# Paulownia coreana
Paulownia coreana är en tvåhjärtbladig växtart som beskrevs av Homiki Uyeki. Paulownia coreana ingår i släktet Paulownia och familjen Paulowniaceae. Inga underarter finns listade i Catalogue of Life.